# Filosofo in meditazione
Filosofo in meditazione, conosciuto anche come Studioso in meditazione, è un dipinto del pittore olandese Rembrandt realizzato nel 1632 e conservato nel Museo del Louvre a Parigi in Francia.

## Descrizione
Il dipinto rappresenta due persone in una grande stanza: al centro appare una scala a chiocciola, rivelante la presenza di un piano superiore. Porte e finestre sembrano dare un'impressione di monumentalità. Sulla sinistra, in piena luce, si staglia la figura dell'anziano filosofo, seduto presso uno scrittoio, a testa bassa e con le mani giunte. Una seconda figura, quella di una donna ugualmente in età avanzata, forse la moglie dello studioso, si trova nell'angolo inferiore destro del dipinto, illuminata solo dalla fiamma che sta attizzando.